# Sing (single van Gary Barlow)
Sing is een nummer van de Britse zanger Gary Barlow en componist Andrew Lloyd Webber dat wordt gezongen door een reeks artiesten van over het gehele Gemenebest van Naties, die zijn verzameld door Barlow, de zogenaamde "Commonwealth Band". Het lied werd geschreven ter ere en herdenking van het diamanten jubileum van koningin Elizabeth II dat werd gevierd op 4 juni 2012. Dit jubileum kwam er naar aanleiding van haar zestigste jaar op de troon.

## Hitnotering

### NederlandseSingle Top 100
| Hitnotering: 09-06-2012 t/m | Hitnotering: 09-06-2012 t/m | Hitnotering: 09-06-2012 t/m | Hitnotering: 09-06-2012 t/m | Hitnotering: 09-06-2012 t/m | Hitnotering: 09-06-2012 t/m | Hitnotering: 09-06-2012 t/m | Hitnotering: 09-06-2012 t/m | Hitnotering: 09-06-2012 t/m | Hitnotering: 09-06-2012 t/m | Hitnotering: 09-06-2012 t/m | Hitnotering: 09-06-2012 t/m | Hitnotering: 09-06-2012 t/m | Hitnotering: 09-06-2012 t/m | Hitnotering: 09-06-2012 t/m | Hitnotering: 09-06-2012 t/m | Hitnotering: 09-06-2012 t/m | Hitnotering: 09-06-2012 t/m | Hitnotering: 09-06-2012 t/m | Hitnotering: 09-06-2012 t/m | Hitnotering: 09-06-2012 t/m |
| Week:                       | 1                           | 2                           | 3                           | 4                           | 5                           | 6                           | 7                           | 8                           | 9                           | 10                          | 11                          | 12                          | 13                          | 14                          | 15                          | 16                          | 17                          | 18                          | 19                          | 20                          |
| --------------------------- | --------------------------- | --------------------------- | --------------------------- | --------------------------- | --------------------------- | --------------------------- | --------------------------- | --------------------------- | --------------------------- | --------------------------- | --------------------------- | --------------------------- | --------------------------- | --------------------------- | --------------------------- | --------------------------- | --------------------------- | --------------------------- | --------------------------- | --------------------------- |
| Positie:                    | 69                          | 94                          |                             |                             |                             |                             |                             |                             |                             |                             |                             |                             |                             |                             |                             |                             |                             |                             |                             |                             |